# Samuel Bayer
Samuel Bayer (Syracuse, New York, 1962. február 17. –) amerikai videóklip- és reklámrendező.
1987-ben New Yorkban a School Of Visual Artsban diplomázott Fine Arts szakon, 1991-ben Los Angelesbe költözött és az alternatív rock éra alatt lett népszerű rendező. Jellemző volt rá az esztétikailag nyers filmezés és a gyakran jellegzetes karcolások, égések a filmen. Bayer azt mondja, azért választották ki a Smells Like Teen Spirit rendezésére, mert rossz volt a filmtekercse.
Leghíresebb munkái olyan zenekarokhoz köthetők, mint a Nirvana és a Green Day. Ő rendezte a Nirvana legendás Smells Like Teen Spirit című videóját és az összes klipet a Green Day American Idiot (2004) c. albumáról.  Továbbá ő rendezte a Green Day koncertfilmjét, a Bullet In A Bible-t.
Bayer elismert reklámrendező is. Olyan cégeknek rendezett reklámokat, mint a Coca-Cola, Toyota vagy Nike (a reklámért megkapta az AICP díját a legjobb rendezésért 1997-ben).
2006-ban Bayer több reklámot rendezett az USA hadseregének új reklámkampányához, amely tartalmazta az „Army Strong” szlogent.

## Klipfilmográfia
- Smells Like Teen Spirit Nirvana (1991)
- Mama, I'm Coming Home Ozzy Osbourne (1991)
- Tones Of Home Blind Melon (1992)
- No Rain Blind melon (1992)
- Poison Heart The Ramones (1992)
- Come To My Window Melissa Etheridge (1993)
- You candlebox (1993)
- Stick It Out (1993)
- Nothing To Believe In Cracker (1994)
- Zombie The Cranberries (1994)
- Ode to My Family The Cranberries (1994)
- Doll Parts Hole (1994)
- Gotta Get Away The Offspring (1994)
- Breathe Collective Soul (1995)
- Vow Garbage (1995)
- Bullet with Butterfly Wings The Smashing Pumpkins (1995)
- The Heart's Filthy Lesson David Bowie (1995)
- Strangers When We Meet David Bowie (1995)
- Ridiculous Thoughts The Cranberries (1995)
- I Can't Be With You The Cranberries (1995)
- Home Sheryl Crow (1996)
- Only Happy When It Rains Garbage (1996)
- Stupid Girl Garbage (1996)
- Until It Sleeps Metallica (1996)
- Honky's Ladder The Afghan Whigs (1996)
- My Favorite Mistake Sheryl Crow (1998)
- Coma White Marilyn Manson (1999)
- Identify Natalie Imbruglia
- Disposable Teens Marilyn Manson (2000)
- Stay Together for the Kids blink-182 (2001)
- Sunshine Aerosmith (2001)
- Hold On Good Charlotte (2003)
- American Idiot Green Day (2004)
- Boulevard of Broken Dreams Green Day (2004)
- Holiday Green Day (2005)
- Wake Me Up When September Ends Green Day (2005)
- Jesus of Suburbia Green Day (2005)
- Heart in a Cage The Strokes (2006)
- You Only Live Once The Strokes (2006)
- Welcome to the Black Parade My Chemical Romance (2006)
- Famous Last Words My Chemical Romance (2006)
- Keep Your Hands Off My Girl Good Charlotte (2007)
- What Goes Around… Comes Around Justin Timberlake (2007)
- Working Class Hero Green Day (2007)

## Filmográfia
- Rémálom az Elm utcában (2010)

## Fordítás
- Ez a szócikk részben vagy egészben  a   Samuel Bayer című angol Wikipédia-szócikk fordításán alapul.  Az eredeti cikk szerkesztőit annak laptörténete sorolja fel. Ez a jelzés csupán a megfogalmazás eredetét és a szerzői jogokat jelzi, nem szolgál a cikkben szereplő információk forrásmegjelöléseként.